# 法蘭克·希蘭
法蘭西斯·約瑟·希蘭（英語：Francis Joseph Sheeran，1920年10月25日 - 2003年12月14日），又被稱為「愛爾蘭人」（The Irishman），是一名美國工會官員，以及是吉米·霍法與羅素·布法利諾的保鑣。他曾擔任国际卡车司机兄弟会（IBT）326號工會的高級官員時期，被指控與布法利諾犯罪家族有聯繫。
希蘭是在1960年代與1970年代中工會被有組織犯罪集團滲透的主要人物。希蘭在2003年去世前不久，他也承認在1975年殺死貨車司機工會的領導人吉米·霍法。作者查爾斯·布朗特在2004年回憶錄《我聽說你漆房子：法蘭克·「愛爾蘭人」·希蘭與吉米·霍法的結案》中詳述了希蘭告訴他關於霍法的事件。該書的真實性，包括希蘭聲稱殺死霍法或喬·加洛，遭到一些人的質疑。該書改編成2019年電影《愛爾蘭人》，由馬田·史高西斯執導，羅拔·迪尼路飾演法蘭克·希蘭，阿爾·柏仙奴飾演霍法。

## 早年
法蘭克·希蘭於1920年出生在美國賓夕凡尼亞州的達比，在費城市郊的小型工人階級區長大。他的父親是Thomas Francis Sheeran Jr.，有愛爾蘭血統，母親是Mary Agnes Hanson，有瑞典血統。

## 第二次世界大戰
法蘭克·希蘭在1941年8月入伍美國陸軍，在密西西比州比洛克西附近進行新兵訓練，並被指派到憲兵。在偷襲珍珠港事件後，他自願在喬治亞州班寧堡的空降兵軍隊中參加訓練。在他的肩膀脫臼後，他被轉移到被稱為「雷鳥」（The Thunderbirds）和「殺手分隊」（The Killer Division）的第45步兵師。1943年7月14日，希蘭起航前住北非。

### 戰鬥職責
希蘭服役411天的戰鬥職責。他的第一個戰鬥經驗是在意大利攻防戰期間；包括西西里島戰役、薩萊諾登陸、安齊奧戰役和卡西諾戰役。然後他在法國南部登陸、突出部之役和德國入侵中服役。
然而，希蘭補充道：
總而言之，我有50天在擅離職守（AWOL）之下糊塗（沒有公假下而缺席），大多花費在喝紅葡萄酒和追求意大利、法國和德國女人。但是，當我的人馬回到前線時我未有擅離職守。如果當你的小隊回到戰鬥而你是擅離職守的話，你可以繼續下去，因為你自己其中一名軍官會殺掉你，他們甚至不必說是德國人殺的。

#### 戰爭犯罪
希蘭後來回憶起他的戰爭服役，當時他第一次開始冷酷無情地取人性命。希蘭聲稱參與了許多屠殺和德國戰俘的草率處決，違反了1899年和1907年海牙公約以及1929年日內瓦戰俘公約。

### 退伍和戰後
希蘭於1945年10月24日從陸軍中退伍。他後來回憶說，這是「我25歲生日前的一天。」退役後，希蘭與愛爾蘭移民Mary Leddy結婚。這對夫婦育有三個女兒：MaryAnne、Dolores和Peggy，但在1968年離婚。希蘭然後娶了Irene Gray，他們育有一名女兒Connie。Irene於1995年12月去世。

## 犯罪生涯與貨車司機工會
希蘭離開軍隊後，他成了食品市集的肉類貨車司機，而且在1955年遇見羅素·布法利諾，當時布法利諾提出要幫助他修理貨車。希蘭還在賓夕凡尼亞州的Sharon Hill開了一間酒吧，該酒吧由為安傑洛·布魯諾工作的Bill Distanisloa經營的。
希蘭的第一宗謀殺是殺死黑幫Whispers DiTullio，DiTullio以10,000美元僱用希蘭摧毀特拉華州的凱迪拉克亞麻布服務公司（Cadillac Linen Service）。但是，希蘭不知道安傑洛·布魯諾在亞麻布服務公司中佔有很大的利害關系。希蘭被發現在特拉華州的公司外面，並被帶走接受訊問。布法利諾曾說服布魯諾饒恕希蘭，但他命令希蘭殺死DiTullio作為懲罰。1972年4月7日，希蘭被懷疑是在安伯特的蛤蜊屋餐廳謀殺喬·加洛的唯一槍手。
布法利諾把希蘭介紹給国际卡车司机兄弟会主席吉米·霍法。後來霍法成為一名親密的朋友，利用希蘭作為打手，包括暗殺不聽話的工會成員和威脅到貨車司機地盤的敵對工會成員。根據希蘭的說法，他與霍法的第一次對話是通過電話進行的，霍法首先說：「我聽說你漆房子」——這是黑幫暗號的意思：我聽說你殺了人，「漆」是指當你向身體發射子彈時所噴濺的鮮血。希蘭後來成為特拉華州威明頓的貨車司機326號工會的代理主席。
希蘭於1972年被指控涉嫌1967年謀殺Robert DeGeorge，DeGeorge在107號工會總部前面的槍戰中死亡。但是，該案以希蘭被拒絕進行快速審判為由而被駁回。他還被指控密謀在1976年殺害費城的勞工組織者Francis J. Marino，以及在同年於特拉華州紐卡斯爾的一間酒館裡殺害Frederick John Gawronski。

## 入獄和逝世
希蘭於1980年7月與另外6人一起被起訴，指控其涉嫌與新澤西州哈肯薩克的Eugene Boffa Sr.所控制的勞工租賃生意有關。1980年10月31日，希蘭被判11項工會敲詐勒索罪。他被判入獄32年，服刑了13年。
希蘭在2003年12月14日死於癌症，在賓夕凡尼亞州威徹斯特的養老院中去世，享壽83歲。他被埋葬在賓夕凡尼亞州伊頓的聖十字架墓地（Holy Cross Cemetery）。

## 霍法之死
在書籍《我聽說你漆房子》（2004年）中，作者查爾斯·布朗特聲稱希蘭承認過刺殺霍法。根據布朗特的說法，Chuckie O'Brien開車將希蘭、霍法和黑幫Sal Briguglio載到底特律的一間房屋。他聲稱，在O'Brien和Briguglio開車離開時，希蘭和霍法進入了那間房子，希蘭聲稱在房子裏向霍法的後腦開槍兩次。希蘭說，他被告知在謀殺後霍法被火化了。希蘭還向記者們承認他殺死了霍法以及喬·加洛。Bill Tonelli在《Slate》上刊登他的文章〈The Lies of the Irishman〉，同時，哈佛法學院教授傑克·戈德史密斯在《紐約書評》上刊登〈Jimmy Hoffa and 'The Irishman': A True Crime Story?〉，質疑該書的真實性。
在底特律的房子裡發現了血跡，是希蘭聲稱發生謀殺的地方，但確定不符合霍法的DNA。聯邦調查局（FBI）繼續嘗試將希蘭與謀殺案聯繫起來，以最新的法醫學對血液和地板進行重新測試。

## 流行文化
馬田·史高西斯長期以來一直有興趣執導一部電影關於希蘭的生平和他涉嫌參與殺害吉米·霍法，最終拍成《愛爾蘭人》。史蒂芬·澤里安編劇，羅拔·迪尼路飾演希蘭。其他演員有阿爾·柏仙奴、喬·佩西和夏菲·基圖。本片於2019年9月27日在被揀選影院上映，之後於2019年11月27日在Netflix上播放。

## 外部連結
- The Irishman and the Quiet Don （页面存档备份，存于） by Mike La Sorte, Professor Emeritus (SUNY)